# Грамматика латинского языка
Латинский язык имеет развитую систему словоизменения, что особенно проявляется в глагольном спряжении. Образование словоформ происходит путём присоединения окончаний, а словообразование — путём присоединения префиксов и суффиксов.

## Глагол

### Общая характеристика
Латинский глагол (verbum) спрягается по определённым правилам, которые определяют его спряжение. Глаголы делятся на спряжения согласно своим окончаниям в инфинитиве настоящего времени: 
- первое — -āre,
- второе — -ēre (с долгим звуком),
- третье — -ere (с кратким звуком),
- четвёртое — -īre.

Глагол имеет три наклонения (изъявительное, условное, повелительное); два залога (активный и пассивный); два числа (единственное и множественное), три лица (первое, второе и третье); спрягается в шести главных временах (настоящее, прошедшее несовершенное, прошедшее совершенное, плюсквамперфект, будущее несовершенное, будущее совершенное). В частности, имеются формы условного наклонения для настоящего, прошедшего несовершенного, прошедшего совершенного времён и плюсквамперфекта; образуются причастия настоящего, будущего (активные) и прошлого (активные и пассивные) времён; имеются формы повелительного наклонения для настоящего и будущего времён. Неопределённая форма глагола также имеет категорию времени и состояния (три времени, два состояния).

### Спряжения
Латинский глагол имеет четыре спряжения:
- к первому спряжению относятся глаголы, оканчивающиеся на -are;
- ко второму спряжению относятся глаголы, имеющие окончание -ere;
- к третьему спряжению принадлежат глаголы, имеющие основу на согласный звук;
- к четвёртому спряжению относятся глаголы, оканчивающиеся на -ire.

I-е, II-е, IV-е спряжения именуются «гласными спряжениями», так как имеют окончания на гласную. III-е спряжение называется «согласным».

### Временные основы
Изначально следует пояснить, что латинский глагол имеет две основы: первая — простая (глагольная) основа, от которой можно образовать временную основу и от которой, как правило, образуются формы отдельных времён.
Существуют всего три основы, от которых образуются временные формы. От основы инфекта образуются Praesens, Imperfectum и Futurum I в обоих залогах. От основы перфекта образуются Plusquamperfectum, Perfectum и Futurum II в действительном залоге. От основы супина образуются те же времена, только в страдательном залоге.

### Времена
В латинском языке шесть времён глагола (tempus), которые разделены на две категории по законченности во времени, лишь отчасти присутствующие в русском языке.
Первая группа — времена инфекта (незаконченные во времени):
- Настоящее (praesens) — действие происходит в момент речи:
«Раб несёт вино в поместье».
Servus vinum ad villam portat.
- Прошедшее несовершенное (imperfectum) — действие происходило в прошлом в течение определённого времени:
«Раб нёс (или носил) вино в поместье».
Servus vinum ad villam portabat.
- Будущее несовершенное (futurum primum) — действие будет происходить в будущем:
«Раб будет носить (будет нести) вино в поместье».
Servus vinum ad villam portabit.

Вторая группа — времена перфекта (законченные во времени):
- Прошедшее совершенное (perfectum) — действие уже состоялось в прошлом:
«Раб принёс вино в поместье».
Servus vinum ad villam portavit.
- Плюсквамперфект (plusquamperfectum) — действие происходило/произошло в прошлом, прежде чем началось следующее действие:
«Раб принёс вино, которое (после этого) пил хозяин».
Servus vinum ad villam portaverat, quid dominus bibit.
- Будущее совершенное (futurum secundum) — действие произойдет в будущем перед другим действием:
«Раб не будет пить (действие 2) вина, пока не принесёт его (действие 1) в поместье».
Servus non bibet vinum, dum hoc ad villam portaverit.

#### Наклонение
В латинском языке есть три наклонения (modus).
- Действительное (indicativus), который описывает факты:
«Раб несёт вино».
Servus vinum portat.
- Условное (coniunctivus), которое описывает предположение, призыв к действию, пожелание о её выполнении, колебание, сомнение:
«Пусть раб принесёт вино!»
«Принёс бы раб вина!»
Servus vinum portet!
«Надеемся, раб принесёт вино».
Speramus, ut servus vinum portet.
- Повелительное (imperativus), которое описывает прямой приказ (или обязательство третьей стороны):
«Неси вино в поместье!»
Porta vinum ad villam!

В латинском языке есть два залога.
- Активный (activum) — исполнитель действия (субъект действия) является подлежащим:
«Раб принёс вино».
Servus vinum portavit.
- Пассивный (passivum) — прямое дополнение (объект действия) является подлежащим:
«Вино было принесено (рабом)».
Vinum a servo portatum est.

### Причастие
В латинском языке есть три вида причастия (participium).
- Пассивное причастие прошедшего времени (participium perfectum passivi):
dare («давать») — datus («данный»);
videre («видеть») — visus («увиденный»);
dicere («говорить») — dictus («сказанный»);
audire («слышать») — auditus («услышанный»).

- Активное причастие настоящего времени (participium praesentis activi)
dare («давать») — dans («дающий»);
videre («видеть») — videns («видящий»);
dicere («говорить») — dicens («говорящий»);
audire («слышать») — audiens («слышащий»).

- Активное причастие будущего времени (participium futuri activi)
dare («давать») — daturus («тот, что намерен давать»);
videre («видеть») — visurus («тот, что намерен видеть»);
dicere («говорить») — dicturus («тот, что намерен говорить»);
audire («слышать») — auditurus («тот, что намерен слышать»).

Слово «абитуриент» происходит от активного причастия будущего времени abiturus «тот, что намерен прийти».

## Отглагольные имена

### Инфинитив
Инфинитив (infinitivus) — отглагольное существительное, по большей части соответствующее русской определённой форме. Инфинитив образуется с помощью суффикса -re, который присоединяется к основе глагола. Он имеет два залога и в каждом по три времени: инфинитив настоящего (infinitivus praesentis), инфинитив прошедшего (infinitivus perfecti), инфинитив будущего (infinitivus futuri).

### Герундий
Герундий (gerundium) — отглагольное существительное, выражающее длительное действие. Понятие отглагольного существительного не существует в русском языке, поскольку существительные со значением длительности действия, образованные от глаголов, не выносятся в отдельную категорию (в частности, такие слова как «учёба», «свидание», верования) и принадлежат к существительным разных склонений. В латинском языке эти слова склоняются как существительные второго склонения, в именительном падеже инфинитив глагола:
- scribere «писать, писание»;
ars scribendi «искусство писать (искусство писания; писанина)».

### Герундив
Герундив (gerundivum) — отглагольное прилагательное, которое в латинском языке, в зависимости от конструкции, в которой оно употребляется, имеет два основных значения:
- если употребляется как определение существительного, то отвечает пассивному причастию несовершенного вида русского языка: videndus «виденный», legendus «читаемый»;
- если употребляется в сочетании с глаголом-связкой esse («быть»), то выступает в роли именной части составного сказуемого, выражая необходимость выполнения действия (исполнитель действия передаётся в дательном падеже): «мне надо прочитать книгу» — liber mihi legendus est.

### Супин
Супин (supinum) — отглагольное существительное, которое имеет форму существительного четвёртого склонения и  две разновидности: supinum primum и supinum secundum, которые по форме являются винительным и творительным падежами (окончания I и II — соответственно -um и -u). От основы супина образуют пассивные причастия и деепричастия будущего времени.

## Существительное

### Общая характеристика
Существительные (как и прилагательные и местоимения) в латинском языке имеют грамматические категории рода (genus), числа (numerus), падежа (casus) и склонения (declinatio); три рода: мужской (masculinum), женский (femininum), средний (neutrum); два числа: единственное (singularis) и множественное (pluralis); шесть падежей: именительный (nominativus), родительный (genetivus), дательный (dativus), винительный (accusativus), отложительный (ablativus) и звательный (vocativus).

### Падежи
Звательный и именительный падежи являются прямыми, остальные — косвенными. В единственном числе звательный падеж имеет одинаковую форму с именительным (исключение составляют существительные 2-го склонения, имеющие окончание -us). Во множественном числе творительный падеж имеет одинаковую форму с дательным.

### Система склонений

#### 1-е склонение
К первому склонению относятся имена женского рода, оканчивающиеся на -a.

#### 2-е склонение
Ко второму склонению относятся имена мужского и среднего рода, оканчивающиеся на -us, -er, -um (имена среднего рода имеют окончание -um, остальные же окончания относятся к именам мужского рода). Исключения из общего правила составляют слова vulgus (средний род) и humus (женский род).

#### 3-е склонение
К третьему склонению относятся имена всех трёх родов, имеющих основу на согласную или гласный -i.
I. Именительный падеж единственного числа мужского и женского рода образуется двумя способами:
1. прибавлением -s — этот способ характерен для слов с основами на гортанный, губной и зубной согласный и гласный -i;
2. без прибавления -s — этот способ характерен для слов с основами на n, r, l.

#### 4-е склонение
К четвертому склонению относятся имена существительные, оканчивающиеся на -us и -u (имена на -us принадлежат к мужскому роду, на -u — к среднему).

#### 5-е склонение
К пятому склонению относятся имена существительные женского рода, оканчивающиеся на -es.
Вопросы падежей в латинском языке совпадают с соответствующими в русском языке. Отложной падеж сочетает в себе творительный и местный падежи украинского языка.

### Типология склонений
- Имена, принадлежащие к I склонению, имеют одинаковые флексии в родительном падеже единственного числа и в именительном падеже множественного числа. Аналогичную систему можно приметить и в парадигме окончаний II склонения.
- Окончания звательного и именительного падежей всегда совпадают. Исключение составляют имена на -us мужского рода, ко II склонению принадлежащие, которые имеют окончание -e в звательном падеже.

## Местоимение
Латинское местоимение (pronomen) имеет такие же разряды, как и русское: личное, обратное, притяжательное, указательное, относительное, вопросительное, неопределённое, отрицательное, а также определительное.
В латинском языке нет личных местоимений третьего лица («он, она, оно, они»), зато употребляют указательные местоимения: is, ea, id («он, она, оно»); реже в этом значении: hic, haec, hoc («этот», порой — «мой»); ille, illa, illud («то»).

## Прилагательное
Прилагательное (adiectivum) в латинском языке согласуется с существительным в роде, числе и падеже. Оно же, обязательно согласуясь с существительным в роде, однако, в некоторых случаях может по своему морфологическому типу принадлежать к другому склонению. Склонение прилагательного происходит с тремя отличиями. Прилагательные, в мужском роде имеющие окончания -us и -er, в среднем — -um, а в женском — -a, составляют группу прилагательных первой—второй разновидности, изменяясь в мужском и среднем роде по второй, а в женском — первой разновидности (падежные окончания совпадают с соответствующими окончаниями первого и второго склонений существительного). Все остальные прилагательные относятся к третьему виду, и парадигма их склонения совпадает со склонением существительных третьего склонения главной группы.
Как и в русском языке, в латинском качественные прилагательные имеют сравнительную и превосходную степени сравнения:
- Marcus est fortis miles «Марк — сильный воин»;
- Marcus fortior est miles quam Flavius «Марк — более сильный воин, чем Флавий» (использован сравнительный союз quam);
- Marcus fortior est miles Flavio «Марк сильнее Флавия как воин» (использован отложительный падеж — аблатив сравнения, Ablativus comparationis);
- Marcus est fortissimus miles omnium «Марк является самым сильным воином из всех» (использовано частичный родительный падеж, Genitivus partitivus);
- Marcus est fortissimus miles ex/inter omnibus «Марк является самым сильным воином из всех» (использовано конструкция ex/inter + отложительный падеж).

## Наречие
Наречие (adverbium) в латинском языке, как и в русском, называет признак действия, процесса, состояния и качества.
Наречия, образованные от прилагательных первого—второго видов, имеют суффикс -e (иногда -o), который прилагается к основе слова (malus — male, tener — tenere, citus — cito, pulcher — pulchre); образованные от третьего вида имеют суффикс -iter (acer — acriter, felix — feliciter). Если основа прилагательного заканчивается на -nt, то наречие приобретает окончание -er (sapiens — sapienter).
Превосходная степень сравнения наречий совпадает со средним родом превосходной степени сравнения прилагательных.
Наивысшая степень сравнения наречий образуется путём замены окончаний прилагательных -us, -a, -um на -e.

## Числительное
В латинском языке различают четыре разряда числительных (numeralium):
- количественные (cardinalia): unus, duo, tres... («один, два, три...»);
- порядковые (ordinalia): primus, secundus, tertius... («первый, второй, третий...»);
- распределительные (разделительные, distributiva): singuli, bini, terni... («по-одному, по-двое, по-трое...»);
- наречные (adverbialia): semel, bis, ter... («однажды, дважды, трижды...»).

В качестве цифр в Риме (а потом и в Европе) использовали буквы латинского алфавита.
Подробнее: Римская система цифр.